# SMILE (satellite)
Solar wind Magnetosphere Ionosphere Link Explorer
Pour les articles homonymes, voir Smile.
SMILE (acronyme de Solar wind Magnetosphere Ionosphere Link Explorer) est une mission spatiale développée conjointement par l'Agence spatiale européenne (ESA) et l'Académie chinoise des sciences, ayant pour but principal l'étude des interactions entre le bouclier magnétique de la Terre, la magnétosphère terrestre, et le vent solaire. SMILE va en effet pour la première fois obtenir des images du rayonnement X de la magnétogaine et des cornets polaires, grâce à un télescope grand angle. Ces observations seront effectuées de manière continue durant plus de 40 heures grâce à une orbite elliptique culminant à 121 000 km. De plus, ces mesures seront combinées à des images simultanées des régions polaires dans l'UV, tout en mesurant in situ les caractéristiques plasma du vent solaire. Ces mesures ont pour but d'améliorer notre connaissance de l'interaction dynamique entre le vent solaire et la magnétosphère terrestre. Cette combinaison unique de mesures devrait permettre des progrès significatifs en météorologie de l'espace. Le lancement de la mission est prévu en 2025 par une fusée Vega C,,,.

## Historique du projet
Après le succès scientifique de la première mission spatiale conjointe sino-européenne (Double Star), l'Agence spatiale européenne et l'Académie des sciences chinoise décident de poursuivre cette collaboration entamée dans le domaine de l'étude de la magnétosphère terrestre en développant un nouveau projet. Après une série d'ateliers de travail, un appel à propositions a été lancé en janvier 2015. Une évaluation conjointe des 13 propositions reçues  conduit à la sélection de la mission SMILE. Cette mission a été proposée par un consortium d'instituts de recherche mené conjointement par l'University College de Londres et le centre de sciences spatiales chinois situé à Pékin. De juin à novembre 2015, des études de faisabilité sont menées et le lancement d'une étude (Phase A) est décidée par le comité du programme scientifique de l'ESA en novembre 2015. Une demande d'information est lancée en décembre 2015 auprès des industriels pour identifier les industriels intéressés par la fourniture du module supportant les instruments scientifiques. L'appel d'offres proprement dit doit être passé en 2016. La revue des exigences de la mission est complétée en octobre 2018.
En mars 2019 le comité du programme scientifique de l'ESA donne son accord pour faire passer le projet en phase d'implémentation . Côté chinois SMILE est, avec Einstein Probe GECAM et ASO-S, une des quatre missions de la deuxième phase du programme spatial scientifique de l'Académie des sciences chinoise. Ce nouveau programme annoncé en juillet 2018 est doté d'une enveloppe globale de 4 milliards yuans (515 millions €). En Juin 2023, le project SMILE a franchi une étape clef en validant la revue critique de son design par un groupe d'experts européens et chinois à Shanghai. Cette étape permet au projet d'entrer dans la phase finale de son développement. 

## Objectifs  scientifiques
Les objectifs de la mission  sont les suivants,,  :
- Étudier la réponse dynamique de la magnétosphère terrestre sous l'impact du vent solaire de manière globale ;
- Étudier la chaine complète des événements qui caractérisent la relation entre le Soleil et la Terre, en particulier le cycle des sous-orages magnétiques ;
- Étudier les orages magnétiques liées aux éjections de masse coronale.

## Déroulement de la mission

Image du haut : simulation des images des rayons X réalisées au cours d'une orbite du satellite (52 heures). Un rectangle rose entoure les deux zones que l'équipe projet se propose de photographier. Images du bas : orbite de SMILE (ellipse rose), position (points roses) et ligne de visée (ligne bleue) dans les plans XZ (gauche), XY (milieu) et YZ (droite). Le contour en couleur montre la densité du plasma dans chaque couleur.

La mission SMILE observera les interactions du vent solaire avec la magnétosphère terrestre grâce à des caméras à rayons X et UV appelées SXI et UVI, permettant de collecter des images et des vidéos de la magnétopause côté jour (où le vent solaire rencontre la magnétosphère), les cornets polaires (une région située dans chaque hémisphère où les particules du vent solaire ont un accès directe à l'ionosphère terrestre) ainsi que l'ovale auroral (région entourant chaque pôle magnétique et où se concentrent les aurores boréales). SMILE mesurera aussi des paramètres du plasma local ou in-situ grâce à ses deux instruments plasma, l'analyse d'ions LIA et le magnétomètre MAG). Ces instruments estimeront en particulier la densité, température, vitesse et distribution en énergie des ions du vent solaire, de la magnétogaine et de la magnétosphère tout en détectant les fluctuations du champ magnétique local DC. 
SMILE doit atteindre une altitude suffisamment élevée pour voir la magnétopause terrestre côté jour dans son ensemble et obtenir en même temps une vue compète de l'ovale auroral. L'orbite choisie est de ce fait très elliptique et fortement inclinée (70 ou 98 degrés suivant le lanceur). SMILE atteindra une distance à l'apogée de son orbite équivalent au tiers de la distance Terre-Lune, soit 121 182 km, ou encore 19 rayons terrestres. Ce type d'orbite permettra à SMILE de passer une grande partie de son temps (environ 80%) à haute altitude, où il sera le premier satellite à collecter ce type de données en continu durant plus de 40 h. Cette orbite limite aussi le temps passé dans les ceintures de radiations Van Allen. 
SMILE doit être lancé en 2025 par une fusée Vega C décollant depuis la base de lancement de Kourou qui doit placer l'observatoire spatial sur une orbite basse. Le module de propulsion PM de SMILE l'amènera ensuite sur son orbite opérationnelle. Le centre des opérations de cette mission sera piloté par l'académie chinoise des sciences (ou CAS) ; l'ESA et la CAS opéreront conjointement le centre des opérations scientifiques.

## Caractéristiques techniques du satellite
SMILE a une masse au lancement d'environ 2 200 kg dont 679 kg sans propergol (masse à sec). Il est composé de deux sous-ensembles:
- Le module de charge utile PLM (pour PayLoad Module) sous la responsabilité de l'Agence spatiale européenne comprend un panneau supportant trois des quatre instruments  (SXI,  UVI et  MAG).
- La plateforme PF qui comprend de haut en bas le panneau portant l'électronique de la charge utile, le module de service (équipements de support) et le module de propulsion. Son développement est pris en charge par l'agence spatiale chinoise.

### Plateforme
La plateforme PF a une masse totale de 1 521 kilogrammes et une masse à sec de 547 kilogrammes. Elle comprend le module de service et le module de propulsion.

#### Le module de service
Le module de service dérive de ceux utilisés par des missions précédentes comme Beidou, DAMPE, HXMT et QUESS. Le module prend en charge le contrôle d'attitude du satellite qui est stabilisé sur 3 axes. Il utilise à cet effet de quatre roues de réaction, trois viseurs d'étoiles, 2 gyroscopes à fibre optique, des capteurs solaires, des récepteurs GPS et de deux grappes de 6 petits propulseurs ayant une poussée de 10 newtons. L'énergie est fournie par des panneaux solaires déployés en orbite d'une superficie de 5,8 m² produisant 850 watts. L'énergie est stockée dans une batterie lithium-ion d'une capacité de 60 Ah. Les commandes sont transmises par la station de contrôle au sol en bande S avec un débit compris entre 2 et 16 kilobits par seconde.

#### Le module de propulsion
Le module de propulsion est situé à l'opposé de la charge utile et est fonctionnellement et physiquement distinct du module de service. Il est dérivé de composants existants, son moteur notamment a été mis au point pour la sonde spatiale Chang'e 2. Il comprend quatre réservoirs sphériques ayant une capacité maximale de 1600 kilogrammes, alimentant un moteur-fusée unique qui brûle de l'hydrazine et fournit une poussée de 490 newtons avec une impulsion spécifique de 315 secondes. Le module de propulsion est chargé principalement de placer le satellite sur son orbite haute. 

## Instruments scientifiques

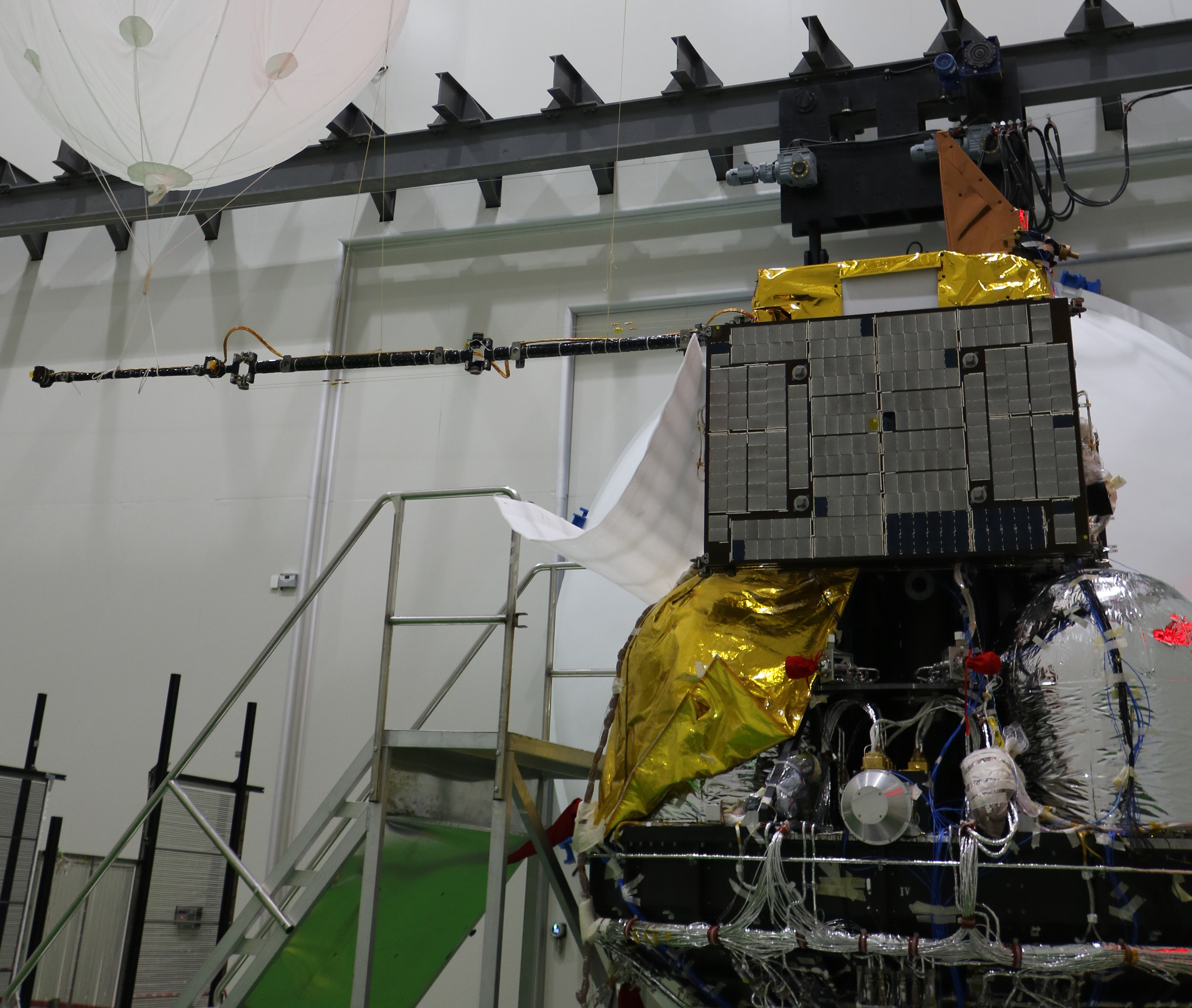
Test de déploiement du magnétomètre.

### Module de charge utile PLF
La charge utile est composée de quatre instruments dont deux imageurs et deux instruments de mesure in situ. Trois des instruments (SXI,  UVI et  MAG) sont fixés sur le panneau de la charge utile et composent le module de charge utile PLF. L'instrument LIA est installé quant à lui sur la plateforme. La masse de PLF est 152 kg et de 57 kg sans les instruments. Le module de charge utile emportera aussi à son bord un système de communication dans la bande X qui transmet les  données scientifiques collectées et les télémesures. Le module de charge utile PLF sera construit par Airbus.

### Caméra rayonnement X doux SXI
SXI (Soft X-ray Imager) est un télescope à rayons X de type "lobster-eye", utilisant des détecteurs CCD afin de réaliser de l'imagerie dans une gamme d'énergie allant de 0,2 à 2,5 keV avec un  champ de vue étendu de 26,5 x 15,5 degrés. Le télescope est développé, construit et calibré par l'Université de Leicester (Royaume-Uni) ainsi que d'autres centres de recherche européens. Une partie du logiciel utilisé par SXI est développée en partenariat avec le centre de sciences spatiales chinois. Les CCD sont fabriqués par la société britannique e2v. La masse totale de SXI est de 35,99 kg.

### Caméra ultraviolet UVI
Le télescope ultraviolet UVI (UltraViolet Imager) est une caméra comprenant quatre miroirs guidant la lumière vers un détecteur CCD. UVI permet d'effectuer de l'imagerie ultraviolet dans une gamme de longueur d'onde allant de 160 à 180 nm, chaque minute. Il aura un champ de vision de 10° × 10°. La masse totale de UVI est de 15,73 kg. UVI est développé en partenariat entre l'Université de Calgary (Canada), le centre de sciences spatiales chinois en collaboration avec le Centre spatial de Liège en Belgique, l'Agence Spatiale Européenne, l'université de Calgary et l'institut de recherches polaires chinois.

### Analyseur d'ions LIA
Le détecteur d'ions LIA (Light Ion Analyzer) sera composé de deux analyseurs électrostatiques de type "top-hat" permettant la détection de protons et particules alpha dans une gamme d'énergie allant de 50 eV à 20 keV et une résolution temporelle pouvant atteindre 0,5 s. LIA déterminera les propriétés et la manière dont se propagent les ions du vent solaire et de la magnétogaine sous différentes conditions en mesurant les fonctions de distribution de vitesse en 3D des protons et particules alpha. Ces deux analyseurs seront montés de chaque côté du module de propulsion, contrairement aux trois autres charges utiles. Cet instrument est développé en partenariat entre le centre de sciences spatiales chinois, l'académie chinoise des sciences, le Mullard Space Science Laboratory de l'University College de Londres, et le Laboratoire de physique des plasmas (CNRS / École Polytechnique) en France. La masse totale de LIA est de 6 kg.

### Magnétomètre MAG
Le magnétomètre MAG (Magnetometer) sera utilisé afin de déterminer l'orientation et l'amplitude du champ magnétique continu dans le vent solaire et la magnétogaine, et de détecter le front de choc terrestre et toute discontinuité magnétique croisée par le satellite. MAG sera constitué de deux détecteurs triaxiaux montés au bout d'un bras déployé en orbite d'une longueur de 3 m et séparés de 80 cm. Le boitier électronique de l'instrument est monté sur la module instrument auquel le bras articulé est attaché. Cette configuration permet à MAG d'être utilisé comme un gradiomètre et de permettre de déterminer le champ magnétique généré par le satellite lui-même, afin de le soustraire des mesures. MAG mesure  les trois composantes du champ magnétique dans la gamme ± 12 800 nT. MAG est développé en partenariat entre le centre de sciences spatiales chinoise, l'Académie chinoise des sciences et l'institut de recherche spatiale autrichien, l'Académie autrichienne des sciences. La masse totale de MAG est de 8,7 kg.

## Groupes de travail
Plusieurs groupes de travail ont été mis en place afin d'aider à la préparation de la mission SMILE dont :

### Science in-situ
Ce groupe de travail a été mis en place afin d'aider à optimiser les opérations scientifiques dans le but d'atteindre les objectives scientifiques de SMILE. Plus précisément, l'activité groupe est concentré sur l'optimisation du design, des opérations, du planning de calibration ainsi que des conjonctions en vol avec d'autres missions magnétosphériques.

### Modélisation
Le groupe de travail de modélisation lié à la mission SMILE poursuit plusieurs objectifs :
1. Comparaison de modèle MHD aux caractéristiques techniques et objectifs scientifiques de l'instrument SXI afin
  - d'unifier la méthode de calcul rayons X (même modèle de densité neutre, bruit de fond etc.)
  - de comparer les modèles estimant le signal Solar Wind Charge eXchange (SWCX) et la localisation des régions frontières (front de choc terrestre, magnétopause et cornets polaires)
  - évaluer la gamme d'amplitudes des rayons X mous par des modèles MHD
  - évaluer la gamme de distances à la Terre des régions frontières suivant le flux du vent solaire
  - quel flux de vent solaire est nécessaire pour distinguer ces régions avec une résolution de 0,5 rayon terrestre toutes les 5 minutes ? avec une résolution de 0,2 rayon terrestre chaque minute ?
2. Identification des régions frontières par les données SXI
  - Sélectionner une référence de résultats de simulation afin de tester différentes techniques d'identification de régions frontières
  - Tester la méthode d'identification de la magnétopause développée par A. Jorgensen & T. Sun à partir des caractéristiques des futures mesures de SXI
  - Tester la méthode d'identification de la magnétopause développée par M. Collier & H. Connors à partir des caractéristiques des futures mesures de SXI
  - Développer de nouvelles méthodes d'identifications de la magnétopause à partir des données SXI
  - Développer un logiciel d'identification des régions frontières à partir des données SXI
  - Développer et valider des méthodes d'identifications du front de choc terrestre et des cornets polaires à partir des données SXI
3. Autre projets scientifiques
  - Étudier si de faibles signatures dans la magnétogaine telles que des jets de plasma très rapides sont détectables par des mesures de rayons X mous
  - Étudier le couplage magnétosphère-ionosphère par la combinaison d'imageurs UV et rayons X mous.

### Synergies scientifiques avec des instrumentations sols et spatiaux
Ce groupe de travail a pour but d'identifier et coordonner de future campagnes d'observations par une série d'instruments sols et d'autres missions spatiales magnétosphériques à même de compléter les observations spatiales du satellite SMILE. Le but est de maximiser le retour scientifique des mesures de SMILE. Parmi les moyens d'instrumentation sol de la communauté héliophysique, on peut citer le système radar Super Dual Auroral Radar Network ou le système radar EISCAT 3D.Ce groupe de réflexion travaille aussi à la mise en place d'une série d'outils de visualisation des données SMILE combinés à ces données complémentaires.

### Vulgarisation scientifique
Un groupe de travail a été constitué dans le cadre du projet afin promouvoir l'intérêt de la science en général, susciter de possible carrières dans la domaine scientifique, à travers le prisme du projet SMILE. Les membres de ce groupe réalisent une série de conférences/rencontres dans des écoles avec des classes d’âge variées, afin de présenter la science liée à la mission SMILE et animer des ateliers pratiques. Une attention particulière est portée à des écoles primaires et des collèges situées dans des zones d'éducation prioritaire. Les membres de ce groupe utilisent SMILE comme un exemple concret, permettant de montrer comment un projet spatial est mis en œuvre et encourager la jeune génération à suivre son développement jusqu'au lancement et en vol. De plus, SMILE est montré en tant qu'exemple de coopération scientifique internationale.

## Récompenses

### 2020
- Mai, 21 - Dr Jennifer Carter de l'Université de Leicester, Royaume-Uni, s'est vu attribuer le prix 2020 L'Oréal-UNESCO UK & Ireland Women in Science Physical Sciences Rising Talent award